# ニコール・ホロフセナー
ニコール・ホロフセナー（Nicole Holofcener、1960年3月22日 - ）は、アメリカ合衆国の映画監督、脚本家。

## 作品

### 映画
- 善意の向こう側 Please Give（2010年）- 監督・脚本
- セックス・アンド・マネー Friends with Money（2006年）- 監督・脚本
- おとなの恋には嘘がある Enough Said（2013年）- 監督・脚本
- シークレット・デイ EVERY SECRET THING （2014年）- 脚本
- ある女流作家の罪と罰 Can You Ever Forgive Me?（2018年）- 脚本
- コネチカットにさよならを The Land of Steady Habits（2018年）- 監督・脚本・製作
- 最後の決闘裁判 The Last Duel（2021年）- 脚本・製作

### ドラマシリーズ
- オレンジ・イズ・ニュー・ブラック シーズン3
- シックス・フィート・アンダー シーズン4
- シックス・フィート・アンダー シーズン3
- ギルモア・ガールズ 第2シーズン
- ワン・ミシシッピ ～ママの生きた道、ワタシの生きる道～ シーズン1

### 受賞
- インディペンデント・スピリット　ロバート・アルトマン賞受賞 『善意の向こう側』
- 全米脚本家組合賞脚色賞受賞　『ある女流作家の罪と罰』
- サテライト賞脚色賞受賞　『ある女流作家の罪と罰』
- インディペンデント・スピリット賞脚本賞受賞　『ある女流作家の罪と罰』